# Нодельман, Борис Григорьевич
Бори́с Григо́рьевич Нодельма́н (род. 28 июня 1946, Свердловск) — российский дирижёр и музыкальный педагог. Главный дирижёр Свердловского академического театра музыкальной комедии с 1992 года. Заслуженный деятель искусств России (1999), лауреат премии «Золотая Маска» (2008).

## Биография
Родился в Свердловске, выпускник десятилетки при Уральской государственной консерватории по специальности «фортепиано». В 1970 году окончил Уральскую государственную консерваторию имени М. П. Мусоргского по классу фортепиано. Прошёл ассистентуру-стажировку по специальности «Камерный ансамбль» в 1982 году.
В период 1982—1984 годов — главный дирижёр Музыкального театра Кузбасса имени А. Боброва, Кемерово. 
С 1984 года работает в Свердловском академическом театре музыкальной комедии.
В 1989 году завершил курс обучения по специальности «Оперно-симфоническое дирижирование» (класс народного артиста РСФСР, профессора П. И. Горбунова) Уральской консерватории. 
С 1992 года — главный дирижёр Театра музкомедии.
1994—2005 — художественный руководитель Свердловской филармонии (по совместительству). С 1999 года начал преподавать на кафедрах «Музыкальный театр» и «Оркестрового дирижирования» Уральской консерватории. В 2008 году ему было присвоено учёное звание доцента, затем — профессора. 
Со дня основания и почти 20 лет являлся преподавателем отделения «Музыкальное искусство эстрады» в Свердловском музыкальном училище имени П. Чайковского.
Участник летней творческой школы «Мир через культуру» в Ханты-Мансийске, в рамках которой в 2010 году организовал камерный оркестр «Стиль белых ночей».

## Творчество
Является дирижёром-постановщиком как классических оперетт, так и современных мюзиклов. Ещё в 1980-е годы руководил постановкой мюзикла «Конец света» А. Тровайоли, шедшего с музыкальным сопровождением рок-группы «Кабинет». Продолжением экспериментальной линии стал спектакль «Багдадский вор», где электронная музыка была соединена с живым звучанием медных духовых инструментов оркестра. Успешным был итальянский мюзикл «Чёрт и девственница» А. Тровайоли (номинант «Золотой Маски», лауреат конкурса и фестиваля «Браво!» — 1999), ставший одним из самых кассовых спектаклей театра конца 1990-х. 
В 2007 году стал участником ещё одного эксперимента: мюзикл Александра Пантыкина "www.силиконовая дура.net» стал первым в России полноценным опытом соединения электронной музыки и живого оркестра. Эта работа дирижёра в 2008 году была удостоена премии «Золотая маска».

## Награды
- Премия Губернатора Свердловской области (1998) за спектакль «Княгиня чардаша»
- Почётное звание «Заслуженный деятель искусств РФ» (1999)
- «Лучшая работа постановщика» на Свердловском областном конкурсе и фестивале «Браво!» — 2005 — за спектакль «Графиня Марица»
- «Лучшая работа постановщика» на Свердловском областном конкурсе и фестивале «Браво!» — 2007 — за спектакли «www.силиконовая дура.net» и «Свадьба Кречинского»[9]
- Национальная театральная премия «Золотая маска» (2008) — «Лучшая работа дирижера в оперетте/мюзикле», спектакль «www.силиконовая дура.net»[8]
- Премия Губернатора Свердловской области (2009) за спектакль «Екатерина Великая»
- Медаль «За заслуги перед Свердловской областью» (2011)
- Премия Губернатора Свердловской области (2011) за спектакль «Мёртвые души»
- Почетная грамота Губернатора Свердловской области (2013)
- Премия Губернатора Свердловской области (2015) за спектакль «Яма»
- «Лучшая работа дирижёра» на Свердловском областном конкурсе и фестивале «Браво!» — 2017 — за спектакль «Орфей и Эвридика»[10]